# Laura Silverman
Laura Jane Silverman (* 10. Juni 1966 in Bedford, New Hampshire) ist eine US-amerikanische Schauspielerin und Synchronsprecherin und die ältere Schwester der Komikerin Sarah Silverman.

## Leben und Karriere
Ihren Durchbruch als Synchronsprecherin hatte Laura Silverman 1995 mit der Comedy-Central-Zeichentrickserie Dr. Katz, Professional Therapist, in der sie von 1995 bis 2002 die Rolle der Rezeptionistin Laura synchronisierte. Ihre erste Schauspielrolle hatte sie in einer Folge der Serie Buffy – Im Bann der Dämonen. Im selben Jahr folgte der Film Who’s the Caboose?, der ihr weitere Bekanntheit einbrachte. In den folgenden Jahren war sie in den Serien Angel – Jäger der Finsternis und Lass es, Larry! zu sehen. Zwischen 1999 und 2004 lieh sie verschiedenen Figuren in der Serie Der kleine Meisterregisseur ihre Stimme. 2005 hatte sie eine Rolle im Film Sarah Silverman: Jesus Is Magic inne, in dem ihre Schwester Sarah die Hauptrolle verkörpert. 2005 hatte sie ihre erste Hauptrolle als Schauspielerin in der Serie The Comeback des Senders HBO neben Friends-Schauspielerin Lisa Kudrow und den damals noch unbekannten Kellan Lutz und Malin Åkerman inne. Diese Rolle verkörpert sie auch in den neuen Folgen der Serie, die seit November 2014 gesendet werden. Von 2005 bis 2006 war sie in insgesamt drei Folgen von King of Queens zu sehen sowie 2008 in einer Folge von Dr. House. Eine weitere Hauptrolle hatte Silverman von 2007 bis 2010 in der Serie The Sarah Silverman Program., in der ihre Schwester Sarah ebenfalls die zentrale Hauptfigur spielte. 2012 absolvierte sie Gastauftritte in Last Man Standing und Nurse Jackie. Seit 2011 ist sie auch zeitweise als Synchronsprecherin für verschiedene Figuren in der Serie Bob’s Burgers tätig.

## Filmografie (Auswahl)

### Als Schauspielerin
- 1997: Buffy – Im Bann der Dämonen (Buffy the Vampire Slayer, Fernsehserie, Folge 2x09)
- 1997: Who’s the Caboose?
- 1998: Half Baked – Völlig high und durchgeknallt (Half Baked)
- 2000: Angel – Jäger der Finsternis (Angel, Fernsehserie, Folge 1x18)
- 2002: Lass es, Larry! (Curb Your Enthusiasm, Fernsehserie, Folge 3x03)
- 2005: Sarah Silverman: Jesus Is Magic
- 2005: Freeze Out
- 2005–2006: King of Queens (The King of Queens, Fernsehserie, 3 Folgen)
- 2005–2014: The Comeback (Fernsehserie, 4 Folgen)
- 2007–2010: Das Sarah Silverman Programm (The Sarah Silverman Program: Nuggets, Fernsehserie, 32 Folgen)
- 2008: Dr. House (House, Fernsehserie, Folge 4x12)
- 2011: Goodnight Burbank (Fernsehserie, 7 Folgen)
- 2011: Life Happens
- 2012: Last Man Standing (Fernsehserie, Folge 1x15)
- 2012: Nurse Jackie (Fernsehserie, 4 Folgen)
- 2015: Midnight Sex Run
- 2015: Masters of Sex (Fernsehserie, 1 Folge)
- 2018: Goliath (Fernsehserie, 1 Folge)
- 2019: Indoor Boys (Fernsehserie, 1 Folge)
- 2022: Menorah in the Middle

### Als Synchronsprecherin
- 1995–2002: Dr. Katz, Professional Therapist (80 Folgen)
- 1999–2004: Der kleine Meisterregisseur (Home Movies, 7 Folgen)
- 2006: Metalocalypse (2 Folgen)
- 2011–2016: Adventure Time – Abenteuerzeit mit Finn und Jake (Adventure Time with Finn & Jake, 2 Folgen)
- 2011–2022: Bob’s Burgers (50 Folgen)
- 2016: Nerdland
- 2017–2021: Baymax – Riesiges Robowabohu (Big Hero 6: The Series)
- 2022: Bob’s Burgers – Der Film (The Bob's Burgers Movie)